# Ácido cítrico
O ácido cítrico ou citrato de hidrogênio, de nome oficial ácido 2-hidroxi-1,2,3-propanotricarboxílico, é um ácido orgânico fraco, que se pode encontrar nos citrinos. É usado como conservante natural (antioxidante), sendo conhecido também como acidulante INS 330, dando um sabor ácido e refrescante na preparação de alimentos e de bebidas. Em bioquímica, é importante o seu papel como intermediário do ciclo do ácido cítrico, de forma que ocorre no metabolismo de quase todos os seres vivos. É ainda usado como produto de limpeza ecológico.

## Características
O ácido cítrico  é um ácido orgânico tricarboxílico presente  na maioria das frutas, sobretudo em cítricos como o limão e a laranja. Sua formula química é  C6H8O7.
As propriedades físicas do ácido cítrico estão resumidas na tabela ao lado. A acidez do ácido cítrico é devida aos três grupos carboxilas -COOH que podem perder um próton em soluções. Como consequência forma-se um íon citrato. Os citratos são bons controladores de  pH de soluções ácidas.
Os íons citratos formam sais denominados citratos com muitos íons metálicos. O citrato de cálcio ou "sal azedo" é um importante citrato, que se utiliza geralmente na preservação e condimentação dos alimentos. Além disso, os citratos podem quelar íons metálicos, e utilizar como conservantes e suavizadores de água.
Na temperatura ambiente, o ácido cítrico é um pó cristalino branco. Pode existir na forma anidra (sem água), ou como monoidrato que contém uma molécula de água para cada molécula de ácido cítrico. A forma anidra se cristaliza em água quente, enquanto a forma monoidratada do ácido cítrico se cristaliza em água fria. O monoidrato pode ser convertido na forma anidra aquecendo-se acima de 74 °C.
Quimicamente,  o ácido cítrico compartilha  as características de outros ácidos carboxílicos. Quando aquecido acima de 175 °C, se decompõem produzindo dióxido de carbono e  água.

## História

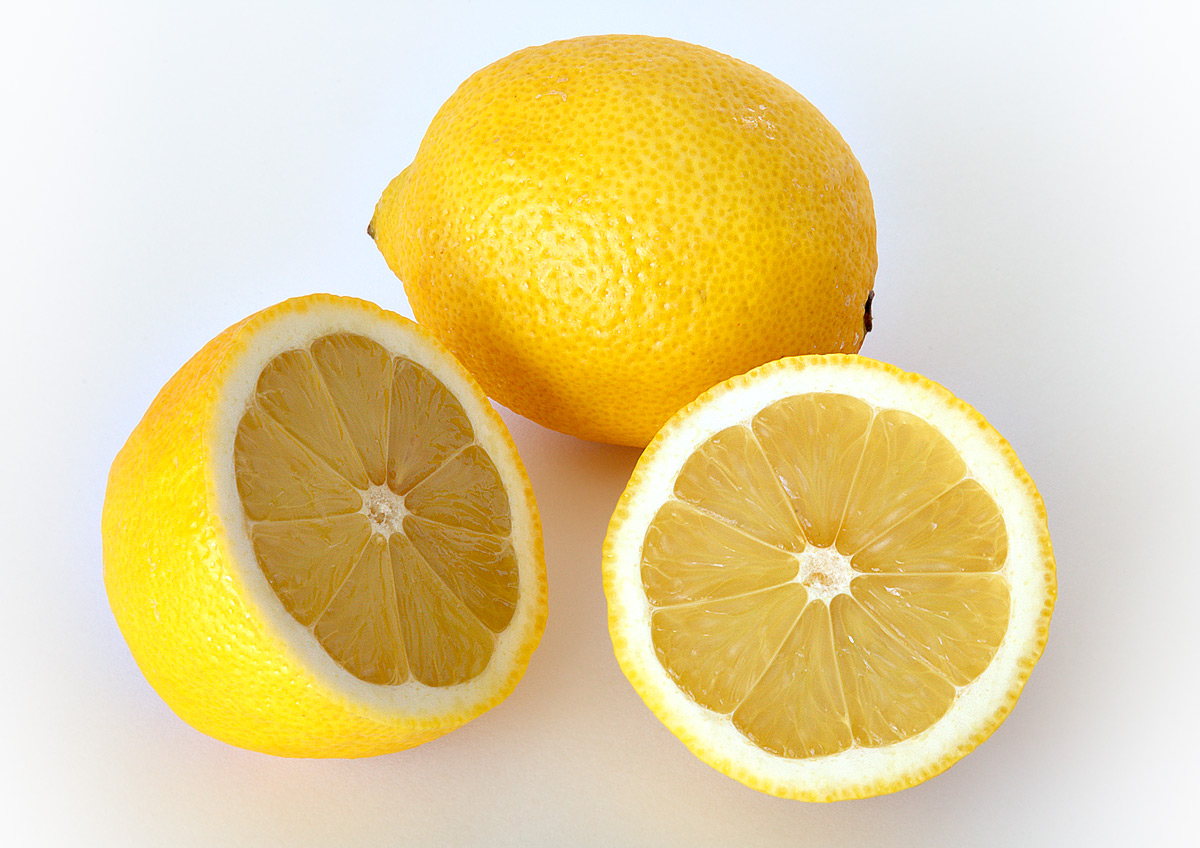
Limões são ricos em ácido cítrico

A descoberta do ácido cítrico é atribuída ao alquimista islâmico Jabir ibne Haiane no oitavo século depois de Cristo. Os eruditos medievais na Europa conheciam a natureza ácida dos sumos de limão e da lima;  tal conhecimento está registrado na décima terceira enciclopédia Speculum Majus, recompilada por Vincent de Beauvais. O ácido cítrico foi o primeiro ácido isolado em 1784 pelo químico sueco Carl Wilhelm Scheele, que o cristalizou a partir do suco do limão. A produção de ácido cítrico em nível industrial começou em 1860, baseado na indústria italiana dos cítricos.
Em 1893, C. Wehmer descobriu que cultivos de  penicillium podiam produzir ácido cítrico a partir do açúcar. Entretanto, a produção microbiana do ácido cítrico não chegou a ser industrialmente importante até a Primeira Guerra Mundial, que interrompeu as exportações italianas de limões. Em 1917, o químico americano James Currie descobriu que certos cultivos de Aspergillus niger podiam ser produtores eficientes de  ácido cítrico, e a indústria Pfizer começou a produção em escala industrial usando esta técnica anos mais tarde.

## Obtenção
O ácido cítrico é obtido na  indústria graças à fermentação da sacarose realizada por um micro-organismo chamado Aspergillus niger. O processo de obtenção apresenta várias fases como a preparação do substrato de melaço, a fermentação aeróbica da sacarose pelo Aspergillus, a separação do ácido cítrico do substrato por precipitação ao adicionar hidróxido de cálcio, ou cal apagada, para formar citrato de cálcio e, depois, é adicionado ácido sulfúrico para decompor o citrato de cálcio. A eliminação das impurezas é realizada com carvão ativado ou resinas de troca iônica, continuando com a cristalização do ácido cítrico, secagem ou desidratação, e o empacotamento do produto.
2 H3C6H5O7 + 3 Ca(OH)2 →  Ca3(C6H5O7)2 + 6 H2O
Ca3(C6H5O7)2 + 3 H2SO4  → 2 H3C6H5O7 + 3 CaSO4

## Ciclo do ácido cítrico
O ciclo do ácido cítrico não reoxida coenzimas, só as reduz. Por isso, não tem autonomia funcional, dependendo sempre de uma associação com a cadeia de transportes de elétrons para se manter ativa. A regulação do ciclo é exercida em dois níveis. O fluxo de piruvato pelo ciclo do ácido cítrico vai ser controlado em dois níveis. O primeiro deles vai ser a reação catalisada por citrato sintase. A ação desta enzima vai depender da disposição de substratos, principalmente o oxaloacetato que quando em baixas concentrações vai ser um fator limitante a entrada de acetil-coa no ciclo. Isso vai ser contornado com a conversão do piruvato em oxaloacetato que é regulada por acetil-coa que é um regulador alostérico positivo da piruvato carboxilase. Desta forma a chegada de acetil-coa, de origens diferentes, ao ciclo vai ativar a piruvato carboxilase dando origem a mais oxaloacetato.
O ciclo também é regulado na reação da isocitrato desidrogenase, já que o citrato vai ter seu destino metabólico determinado pela mesma. Sendo que o citrato pode ser oxidado a isocitrato ou pode ser acumulado, caso a sua oxidação a isocitrato estiver inibida. Sobre a isocitrato desidrogenase vão atuar dois reguladores alostéricos: o ADP, que tem efeito positivo, e o NADH com efeito negativo. Níveis altos de ADP estimulam a enzima levando a oxidação do citrato; caso essa concentração diminua a concentração de NADH aumenta, inibindo a isocitrato desidrogenase. Com a inibição da enzima o fluxo vai ser desviado para o armazenamento do citrato.
Três fatores controlam a velocidade do ciclo: a disponibilidade de substratos, o acúmulo de produtos (que vai inibi-lo) e a inibição alostérica das primeiras enzimas pelos últimos intermediários.